# Östersunds och Hudiksvalls valkrets
Östersunds och Hudiksvalls valkrets var en egen valkrets med ett mandat vid riksdagsvalen till andra kammaren från extravalet 1887 till valet 1908. Valkretsen, som omfattade Hudiksvalls och Östersunds städer men inte den omgivande landsbygden, avskaffades vid införandet av proportionellt valsystem i valet 1911 då Hudiksvall överfördes till Hälsinglands norra valkrets och Östersund till Jämtlands läns södra valkrets.

## Riksdagsmän
- John Ericson, lmp (höstsessionen 1887)
- Sven Kardell, AK:s c 1889–1894, folkp 1895–1899, lib s 1900–1901 (1888–1901)
- Karl Starbäck, lib s (1902–1905)
- Victor Hugo Wickström, lib s (1906–29/12 1907)
- Carl Sehlin, lib s (26/1–31/12 1908)
- Johan Widén, lib s (1909–1911)

## Valresultat

### 1896
| Andrakammarvalet i Sverige 1896: Östersunds och Hudiksvalls valkrets | Andrakammarvalet i Sverige 1896: Östersunds och Hudiksvalls valkrets | Andrakammarvalet i Sverige 1896: Östersunds och Hudiksvalls valkrets | Andrakammarvalet i Sverige 1896: Östersunds och Hudiksvalls valkrets | Andrakammarvalet i Sverige 1896: Östersunds och Hudiksvalls valkrets |
| Kandidat                                                             | Kandidat                                                             | Röster                                                               | Röster                                                               | Röster                                                               |
| Kandidat                                                             | Kandidat                                                             | Antal                                                                | %                                                                    | +− %                                                                 |
| -------------------------------------------------------------------- | -------------------------------------------------------------------- | -------------------------------------------------------------------- | -------------------------------------------------------------------- | -------------------------------------------------------------------- |
|                                                                      | Sven Kardell (Fp)                                                    | 278                                                                  | 38,9                                                                 |                                                                      |
|                                                                      | S.J. Sandqvist i Hudiksvall                                          | 264                                                                  | 36,9                                                                 |                                                                      |
|                                                                      | Övriga kandidater                                                    | 173                                                                  | 24,2                                                                 | —                                                                    |
| Antal giltiga röster                                                 | Antal giltiga röster                                                 | 715                                                                  |                                                                      |                                                                      |
| Kasserade röster                                                     | Kasserade röster                                                     | 2                                                                    |                                                                      |                                                                      |
| Totalt                                                               | Totalt                                                               | 717                                                                  |                                                                      |                                                                      |

Valkretsen hade 10 699 invånare den 31 december 1895, varav 979 eller 9,2 % var valberättigade. 717 personer deltog i valet, ett valdeltagande på 73,2 %.

### 1899
| Andrakammarvalet i Sverige 1899: Östersunds och Hudiksvalls valkrets | Andrakammarvalet i Sverige 1899: Östersunds och Hudiksvalls valkrets | Andrakammarvalet i Sverige 1899: Östersunds och Hudiksvalls valkrets | Andrakammarvalet i Sverige 1899: Östersunds och Hudiksvalls valkrets | Andrakammarvalet i Sverige 1899: Östersunds och Hudiksvalls valkrets |
| Kandidat                                                             | Kandidat                                                             | Röster                                                               | Röster                                                               | Röster                                                               |
| Kandidat                                                             | Kandidat                                                             | Antal                                                                | %                                                                    | +− %                                                                 |
| -------------------------------------------------------------------- | -------------------------------------------------------------------- | -------------------------------------------------------------------- | -------------------------------------------------------------------- | -------------------------------------------------------------------- |
|                                                                      | Sven Kardell                                                         | 339                                                                  | 59,1                                                                 | ▲20,2                                                                |
|                                                                      | Närmaste kandidat                                                    | 147                                                                  | 25,6                                                                 |                                                                      |
|                                                                      | Övriga kandidater                                                    | 88                                                                   | 15,3                                                                 | —                                                                    |
| Antal giltiga röster                                                 | Antal giltiga röster                                                 | 574                                                                  |                                                                      |                                                                      |
| Kasserade röster                                                     | Kasserade röster                                                     | 1                                                                    |                                                                      |                                                                      |
| Totalt                                                               | Totalt                                                               | 575                                                                  |                                                                      |                                                                      |

Valet hölls den 8 september 1899. Valkretsen hade 11 634 invånare den 31 december 1898, varav 927 eller 8,0 % var valberättigade. 575 personer deltog i valet, ett valdeltagande på 62,0 %.

### 1902
| Andrakammarvalet i Sverige 1902: Östersunds och Hudiksvalls valkrets | Andrakammarvalet i Sverige 1902: Östersunds och Hudiksvalls valkrets | Andrakammarvalet i Sverige 1902: Östersunds och Hudiksvalls valkrets | Andrakammarvalet i Sverige 1902: Östersunds och Hudiksvalls valkrets | Andrakammarvalet i Sverige 1902: Östersunds och Hudiksvalls valkrets |
| Kandidat                                                             | Kandidat                                                             | Röster                                                               | Röster                                                               | Röster                                                               |
| Kandidat                                                             | Kandidat                                                             | Antal                                                                | %                                                                    | +− %                                                                 |
| -------------------------------------------------------------------- | -------------------------------------------------------------------- | -------------------------------------------------------------------- | -------------------------------------------------------------------- | -------------------------------------------------------------------- |
|                                                                      | Karl Starbäck                                                        | 438                                                                  | 54,3                                                                 |                                                                      |
|                                                                      | Victor Hugo Wickström                                                | 368                                                                  | 45,7                                                                 |                                                                      |
| Antal giltiga röster                                                 | Antal giltiga röster                                                 | 806                                                                  |                                                                      |                                                                      |
| Kasserade röster                                                     | Kasserade röster                                                     | 1                                                                    |                                                                      |                                                                      |
| Totalt                                                               | Totalt                                                               | 807                                                                  |                                                                      |                                                                      |

Valet hölls den 12 september 1902. Valkretsen hade 11 875 invånare den 31 december 1901, varav 1 232 eller 10,4 % var valberättigade. 807 personer deltog i valet, ett valdeltagande på 65,5 %.

### 1905
| Andrakammarvalet i Sverige 1905: Östersunds och Hudiksvalls valkrets | Andrakammarvalet i Sverige 1905: Östersunds och Hudiksvalls valkrets | Andrakammarvalet i Sverige 1905: Östersunds och Hudiksvalls valkrets | Andrakammarvalet i Sverige 1905: Östersunds och Hudiksvalls valkrets | Andrakammarvalet i Sverige 1905: Östersunds och Hudiksvalls valkrets |
| Kandidat                                                             | Kandidat                                                             | Röster                                                               | Röster                                                               | Röster                                                               |
| Kandidat                                                             | Kandidat                                                             | Antal                                                                | %                                                                    | +− %                                                                 |
| -------------------------------------------------------------------- | -------------------------------------------------------------------- | -------------------------------------------------------------------- | -------------------------------------------------------------------- | -------------------------------------------------------------------- |
|                                                                      | Victor Hugo Wickström                                                | 473                                                                  | 55,3                                                                 | ▲9,6                                                                 |
|                                                                      | Närmaste kandidat                                                    | 375                                                                  | 43,9                                                                 |                                                                      |
|                                                                      | Övriga kandidater                                                    | 7                                                                    | 0,8                                                                  | —                                                                    |
| Antal giltiga röster                                                 | Antal giltiga röster                                                 | 855                                                                  |                                                                      |                                                                      |
| Kasserade röster                                                     | Kasserade röster                                                     | 0                                                                    |                                                                      |                                                                      |
| Totalt                                                               | Totalt                                                               | 855                                                                  |                                                                      |                                                                      |

Valet hölls den 8 september 1905. Valkretsen hade 12 146 invånare den 31 december 1904, varav 1 491 eller 12,3 % var valberättigade. 855 personer deltog i valet, ett valdeltagande på 57,3 %.

### 1908
| Andrakammarvalet i Sverige 1908: Östersunds och Hudiksvalls valkrets | Andrakammarvalet i Sverige 1908: Östersunds och Hudiksvalls valkrets | Andrakammarvalet i Sverige 1908: Östersunds och Hudiksvalls valkrets | Andrakammarvalet i Sverige 1908: Östersunds och Hudiksvalls valkrets | Andrakammarvalet i Sverige 1908: Östersunds och Hudiksvalls valkrets |
| Kandidat                                                             | Kandidat                                                             | Röster                                                               | Röster                                                               | Röster                                                               |
| Kandidat                                                             | Kandidat                                                             | Antal                                                                | %                                                                    | +− %                                                                 |
| -------------------------------------------------------------------- | -------------------------------------------------------------------- | -------------------------------------------------------------------- | -------------------------------------------------------------------- | -------------------------------------------------------------------- |
|                                                                      | Johan Widén                                                          | 719                                                                  | 73,5                                                                 |                                                                      |
|                                                                      | Erik Böhmer (liberal)                                                | 259                                                                  | 26,5                                                                 |                                                                      |
| Antal giltiga röster                                                 | Antal giltiga röster                                                 | 978                                                                  |                                                                      |                                                                      |
| Kasserade röster                                                     | Kasserade röster                                                     | 1                                                                    |                                                                      |                                                                      |
| Totalt                                                               | Totalt                                                               | 979                                                                  |                                                                      |                                                                      |

| Resultat per stad | Resultat per stad | Resultat per stad | Resultat per stad |
| Stad              | Widén             | Böhmer            | Totalt            |
| ----------------- | ----------------- | ----------------- | ----------------- |
| Östersund         | 532               | 81                | 613               |
| Hudiksvall        | 187               | 178               | 365               |
| Hela valkretsen   | 719               | 259               | 978               |

Valet hölls den 19 september 1908. Valkretsen hade 13 488 invånare den 31 december 1907, varav 1 615 eller 12,0 % var valberättigade. 979 personer deltog i valet, ett valdeltagande på 60,6 %.